# United States Marine Corps Aviation
United States Marine Corps Aviation je označení pro leteckou složku Sboru námořní pěchoty Spojených států, jejíž počátek se datuje již k roku  1912. Jeho úkolem je především podpora jejích operací jak poskytnutím vzdušné podpory tak zajištěním jejich protivzdušné obrany. Z toho vyplývá specifický požadavek na vybavení jeho útvarů, perutí a křídel, i výkonnými bojovými letouny, jaké se většinou nenacházejí ve výzbroji typických vojskových letectev, a současně schopnost jejich integrace do organizačních struktur Marine Air Ground Task Forces (kombinovaných operačních svazků pozemních a leteckých jednotek) různých velikostí, počínaje Marine Expeditionary Units.
Současně je také organizováno a cvičeno tak aby bylo schopné úzké spolupráce s US Navy, například při zajišťování obojživelných operací USMC, včetně operací z letadlových lodí.

## Přehled letecké techniky

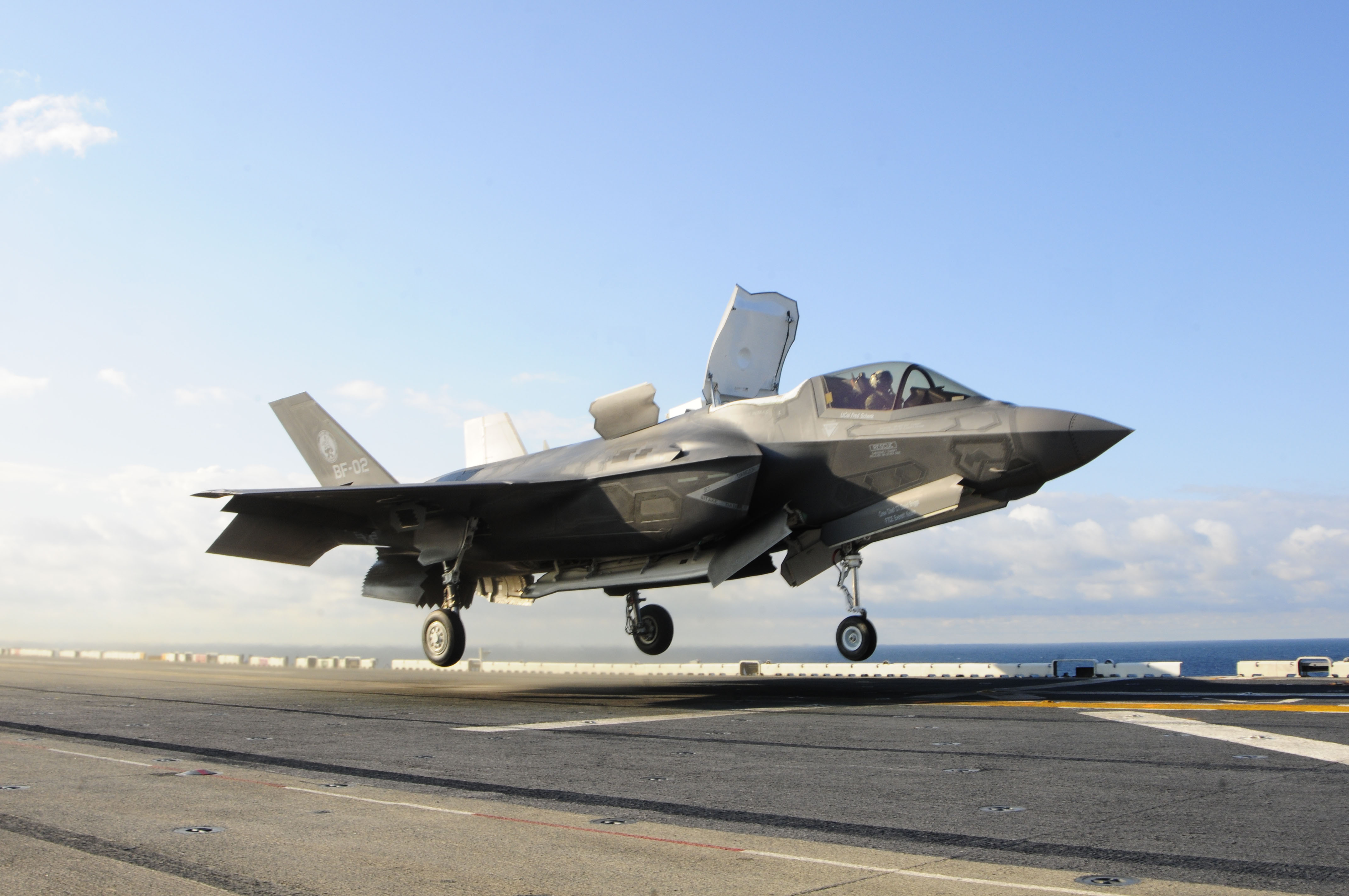
F-35B Lightning II startuje z paluby vrtulníkové výsadkové lodi USS Wasp.

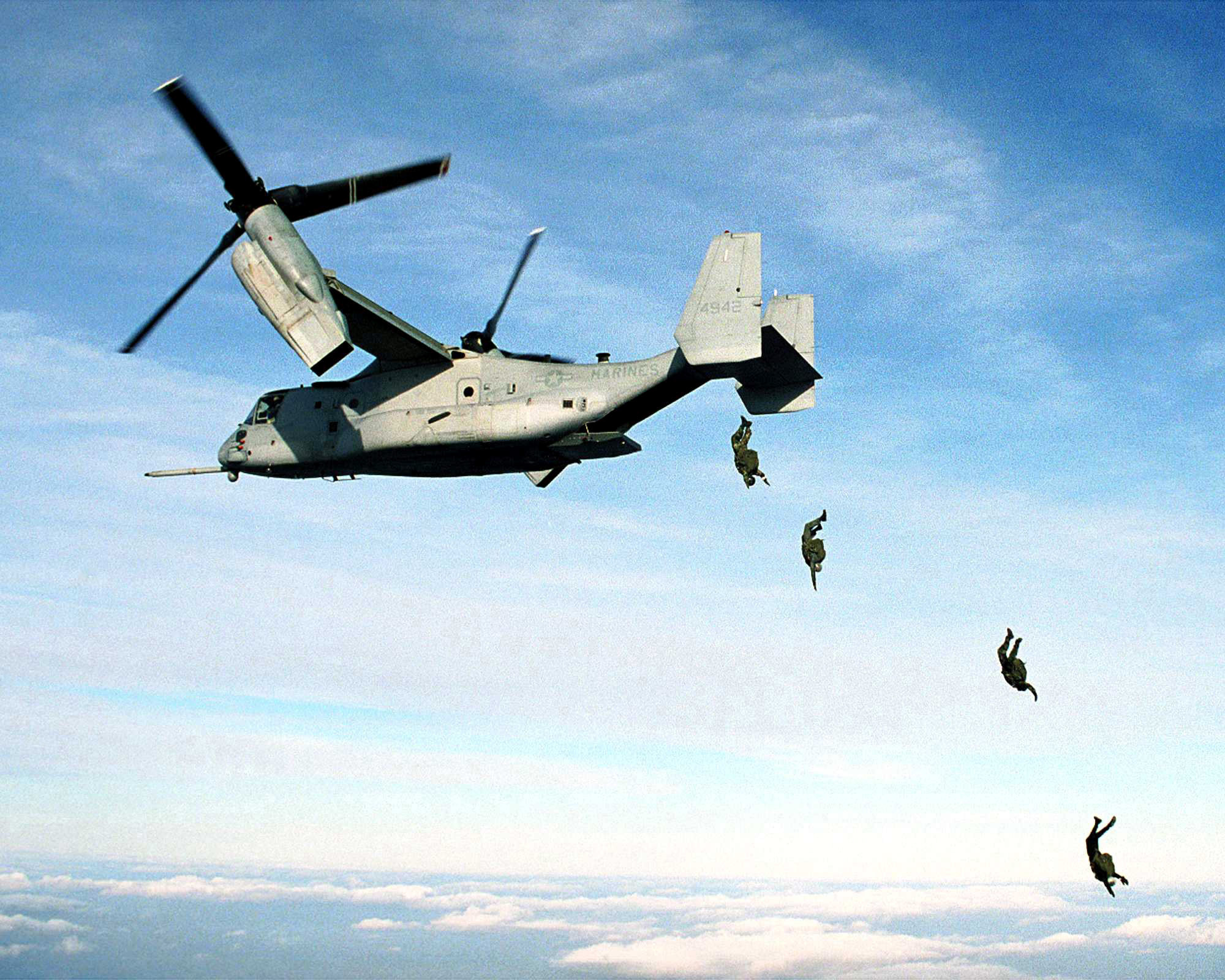
MV-22B Osprey při shozu výsadkářů.

Tabulka obsahuje přehled letecké techniky USMC v roce 2018 podle Flightglobal.com.
| Název                                 | Původ          | Určení                                                                                        | Verze                                     | Ve službě      | Poznámky |                |
| Bojové letouny                        | Bojové letouny | Bojové letouny                                                                                | Bojové letouny                            | Bojové letouny | Bojové letouny | Bojové letouny |
| ------------------------------------- | -------------- | --------------------------------------------------------------------------------------------- | ----------------------------------------- | -------------- | --- | -------------- |
| Lockheed Martin F-35 Lightning II     | USA            | víceúčelový bojový letoun kategorie V/STOLpalubní víceúčelový bojový letoun kategorie CATOBAR | F-35BF-35C                                | 60             | Z tohoto počtu k lednu 2018 pouze 24 strojů varianty „B“ u operačních jednotek, ostatní slouží k výcviku. Dalších 13 kusů typu objednáno závazně a 360 předběžně. |                |
| McDonnell Douglas AV-8B Harrier II    | USA            | útočný letoun kategorie V/STOLdvoumístný cvičně-bojový letoun                                 | AV-8B+T/AV-8B                             | 10816          | |                |
| McDonnell Douglas F/A-18 Hornet       | USA            | palubní víceúčelový bojový letoun                                                             | F/A-18A/C/D                               | 277            | Z tohoto počtu je 18 kusů variant „A“ a „C“ užíváno u operačně-výcvikových jednotek.                                                                              |                |
| Speciální letouny                     |                |                                                                                               |                                           |                | |                |
| Lockheed Martin C-130J Super Hercules | USA            | letoun pro transport a tankování paliva za letu                                               | KC-130J Super Hercules                    | 53             | Objednáno dalších 8 kusů závazně a 1 předběžně. |                |
| Northrop Grumman EA-6B Prowler        | USA            | letoun pro elektronický boj                                                                   |                                           | 15             | |                |
| Dopravní a transportní letouny        |                |                                                                                               |                                           |                | |                |
| Beechcraft Super King Air             | USA            | lehký transportní/užitkový letoun                                                             | UC-12B                                    | 13             | Objednány další 2 kusy. |                |
| Bell Boeing V-22 Osprey               | USA            | taktický transportní konvertoplán                                                             | MV-22B                                    | 253            | Objednáno dalších 35 kusů závazně a 36 předběžně. Typ nahradil vrtulníky CH-46 Sea Knight a CH-53D Sea Stallion.                                                  |                |
| Cessna Citation V                     | USA            | lehký dopravní letoun/business jet                                                            | UC-35C                                    | 12             | Objednány další 2 kusy. |                |
| Gulfstream IV                         | USA            | lehký dopravní letoun/business jet                                                            | C-20G                                     | 1              | |                |
| Vrtulníky                             |                |                                                                                               |                                           |                | |                |
| Bell AH-1                             | USA            | bitevní vrtulník                                                                              | AH-1W SuperCobraAH-1Z Viper               | 10572          | Závazně objednáno ještě 110 strojů varianty AH-1Z, s opcí na dalších 19 kusů.                                                                                     |                |
| Bell UH-1                             | USA            | taktický transportní a užitkový vrtulník                                                      | UH-1N Twin HueyUH-1Y Venom                | 5138           | Objednáno dalších 33 UH-1Y. |                |
| Sikorsky CH-53                        | USA            | těžký transportní vrtulník                                                                    | CH-53E Super StallionCH-53K King Stallion | 1420           | Varianty CH-53K objednány 3 kusy závazně a 194 předběžně. |                |
| Cvičná letadla                        |                |                                                                                               |                                           |                | |                |
| Beechcraft T-34 Mentor                | USA            | cvičný letoun pro základní výcvik                                                             | T-34C Turbo Mentor                        | 3              | Většina výcviku letců USMC je zajišťována ve spolupráci s US Navy.                                                                                                |                |
| Northrop F-5                          | USA            | cvičný stíhací letoun                                                                         | F-5F/F-5N Tiger II                        | 15             | Varianta „F“ je dvoumístná, „N“ je označení pro upravené jednomístné F-5E užívané jako protivník při nácviku manévrového boje.                                    |                |